# Brian O'Halloran
Brian Christopher O'Halloran (Manhattan, 20 dicembre 1969) è un attore statunitense.

## Biografia
Figlio di un ingegnere, morto quando Brian aveva 15 anni, si trasferì nel New Jersey nel 1979. Noto per aver recitato in Clerks - Commessi, ha lavorato in diversi film diretti da Kevin Smith.

## Filmografia
- Clerks - Commessi (Clerks), regia di Kevin Smith (1994)
- Generazione X (Mallrats), regia di Kevin Smith (1995)
- In cerca di Amy (Chasing Amy), regia di Kevin Smith (1997)
- Dogma, regia di Kevin Smith (1999)
- Jay & Silent Bob... Fermate Hollywood! (Jay and Silent Bob Strike Back), regia di Kevin Smith (2001)
- Clerks II, regia di Kevin Smith (2006)
- E venne il giorno (The Happening), regia di M. Night Shyamalan (2008)
- Madness in the Method, regia di Jason Mewes (2019)
- Jay e Silent Bob - Ritorno a Hollywood (Jay and Silent Bob Reboot), regia di Kevin Smith (2019)
- Clerks III, regia di Kevin Smith (2022)

## Doppiatori italiani
- Oreste Baldini in Clerks II, Clerks III
- Fabio Boccanera in Clerks - Commessi
- Vittorio Guerrieri in Generazione X
- Gianluca Machelli in Jay e Silent Bob - Ritorno a Hollywood